# Baslersch Chopf
Baslersch Chopf är en bergstopp i Schweiz. Den ligger i distriktet Prättigau/Davos och kantonen Graubünden, i den östra delen av landet, 190 km öster om huvudstaden Bern. Toppen på Baslersch Chopf är 2 628 meter över havet.